# جرج پهلیوانیان
جرج پهلیوانیان (ارمنی: Ջորջ Փեհլիվանյան؛ انگلیسی: George Pehlivanian زادهٔ ۲۰ آوریل ۱۹۶۴) نوازنده پیانو، رهبر ارکستر اهل ارمنستان-فرانسه است. وی از سال میلادی تاکنون مشغول فعالیت بوده است. وی از سال ۱۹۷۵ در لس آنجلس زندگی می‌کند

## زندگی‌نامه
وی در ۲۰ آوریل ۱۹۶۴ در بیروت به دنیا آمد آرپینه پهلیوانیان مادر وی می‌باشد. وی از اکادمی موسیقی چیگیانا ایتالیا فارغ‌التحصیل گشت. وی در کنسرواتوار پاریس فعالیت کرده است. همچنین برندهٔ جوایزی همچون جایزه بزرگ رقابت بین‌المللی بزانسون برای رهبران ارکستر جوان (۱۹۹۱) و مدال طلای وزارت فرهنگ جمهوری ارمنستان (۲۰۱۴) شده است.

## یادداشت
1. ↑  Փարիզի կոնսերվատորիա